# Heinrich Dernburg
Heinrich Dernburg (3. marts 1829 i Mainz - 23. november 1907 i Berlin) var en tysk retslærd, bror til Friedrich Dernburg. 
Efter tilendebragte studier habiliterede Dernburg sig 1851 som privatdocent i Heidelberg (Über das Verhältniss der hereditatis petitio zu den erbschaftlichen Singularklagen, 1852). Han blev 1854 ekstraordinær professor, 1855 ordentlig professor i Zürich, 1862 i Halle a. S., 1873 i Berlin. Allerede Dernburgs første større arbejde Die Compensation nach römischem Rechte mit Rücksicht auf die neueren Gesetzgebungen (1854, 2. oplag 1868) vakte megen opmærksomhed, og slag i slag fulgte herefter en række værker, der skaffede deres forfatter plads og rang blandt samtidens ypperste, retsforskere som Windscheid, Jhering og Bähr. 
Særlig ved sin Lehrbuch des Preussischen Privatrechts und der Privatrechtsnormen des Reichs (I-III 1871, 1875, 1877-78, 1880 og senere oplag, vistnok hans betydeligste arbejde, Pandekten, der efterhånden erstattede Windscheids pandektlærebog (I-III, 1884-87, 6. og 7. oplag under Medvirkning af Joh. Biermann 1902-03, under titel af System des römischen Rechts bearbejdet af Paul Sokolowski, I, 1911, II 1912), og det imponerende værk Das bürgerliche Recht des Deutschen Reichs und Preussens (I-V, 1898-1905, i forskellige oplag, enkelte bind bearbejdede af Arthur Engelmann og Leo Raape, bind VI udgivet og fuldført af Josef Kohler 1908, med 9 supplementsbind af Paul Oertmann, Wilhelm Kisch og flere andre) har Dernburg sat større og vægtigere mærker i udviklingen af sit lands videnskab og retsliv end nogen anden samtidig levende retslærd. 
Han var modstander af al begrebsjurisprudens, men fra friretsskolen tog han bestemt afstand. Af Dernburgs øvrige forfattervirksomhed må endnu fremhæves Das Pfandrecht nach den Grundsätzen des heutigen römischen Rechts (I 1860, II 1864), Die Institutionen des Gajus, ein Collegienheft aus dem Jahre 161 nach Christi Geburt (1869), Das Vormundschaftsrecht der preussischen Monarchie nach der Vormundschaftsordnung vom 5. Juli 1875 (1875, 3. oplag ved Max Schultzenstein, 1886), Entwicklung und Begriff des juristischen Besitzes des römischen Rechts (1883), Die Reform der juristischen Studienordnung (1886) og det for Dernburgs videnskabelige grundopfattelse karakteristiske foredrag Die Phantasie im Rechte (1894). 
Dernburg bidrog også til Meiboms bekendte samleværk Deutsches Hypotekenrecht og forfattede endelig en række litterær- og personalhistoriske småskrifter, for eksempel Thomasius und die Stiftung der Universität Halle (1865), Carl Georg von Wächter (1880) og König Friedrich Wilhelm III und Suarez (1885). Dernburg havde fra 1866 sæde i det preussiske herrehus.